# Perbrinckia morayensis
Perbrinckia morayensis là một loài giáp xác trong họ Parathelphusidae. Chúng là loài đặc hữu của Sri Lanka.